# Renovabis
Renovabis ist ein als eingetragener Verein organisiertes Hilfswerk der römisch-katholischen Kirche in Deutschland zur Stärkung von Kirchen und Gesellschaften in Mittel-, Ost- und Südosteuropa. Renovabis unterstützt pastorale, soziale und gesellschaftliche Projekte in den ehemals sozialistischen Ländern. Der Sitz von Renovabis ist der Marstall (Freising) in Freising. Der Name bezieht sich auf Psalm 104, 30: renovabis faciem terrae „Du wirst das Antlitz der Erde erneuern.“ (Ps 104,30 )

## Allgemein
Seit 1993 half der Verein Menschen in 29 Staaten in Mittel-, Ost- und Südosteuropa bei der Verwirklichung von rund 24.800 Projekten mit einem Gesamtvolumen von gut 795 Millionen Euro (Stand: 31. März 2021). Die Mittel fließen in kirchlich-pastorale, sozial-karitative sowie in Bildungs- und Medienprojekte. Dabei steht der Grundsatz Hilfe zur Selbsthilfe im Mittelpunkt.
Konkret werden Mittel von Renovabis eingesetzt, um Kirchen und Gemeindezentren zu bauen und Familien-, Frauen- und Jugendzentren auszustatten, Heime für Waisen- und Straßenkinder zu unterhalten und Priester, Ordensleute und in der Seelsorge tätige Laien auszubilden. Ferner werden Gelder für kirchliche Schulprogramme und Lehrerfortbildung, für Studienbeihilfen und journalistische Nachwuchsförderung aufgewendet.

## Entstehung
Als „Solidaritätsaktion der deutschen Katholiken mit den Menschen in Mittel- und Osteuropa“ wurde Renovabis am 3. März 1993 von der Deutschen Bischofskonferenz (DBK) ins Leben gerufen. Die Anregung zur Gründung von Renovabis gab das Zentralkomitee der deutschen Katholiken (ZdK). Die Aktion sollte, so heißt es in den Gründungstexten, „eine Antwort der deutschen Katholiken auf den gesellschaftlichen und religiösen Neuanfang in den Staaten des ehemaligen Ostblocks nach dem Zusammenbruch der kommunistischen Systeme“ sein. Am 2. Mai 1993 stellte Renovabis sich zum ersten Mal der deutschen Öffentlichkeit vor. Gründungsgeschäftsführer von 1993 bis 2002 war der Jesuit Eugen Hillengass.
Es ist das jüngste der sechs weltkirchlichen katholischen Hilfswerke in Deutschland: Misereor, Adveniat, Missio, Caritas International, Kindermissionswerk „Die Sternsinger“ sowie Renovabis.

## Tätigkeitsbereiche
Die Vereinsarbeit gründet sich auf zwei Säulen: Projektarbeit und Förderung von weltkirchlichen Ost-West-Partnerschaftsinitiativen. Wichtigstes Kriterium bei der Projektarbeit ist die „Hilfe zur Selbsthilfe“. Dabei ist Bedingung, dass Projektträger und Bevölkerung durch materielle oder personelle Eigenleistung hinreichend an dem Projekt mitarbeiten. Förderung kann ein Projekt auch nur dann erhalten, wenn es nach der Bezuschussung ohne weitere Hilfe überlebensfähig bleibt. Eigenverantwortung und Qualifikation des Trägers sind also unabdingbare Voraussetzungen für das Engagement von Renovabis.
Zur Kontrolle über den Fortgang geförderter Maßnahmen werden Berichte über die Verwendung der Mittel verlangt. Wo notwendig, informiert sich Renovabis vor Ort über die Entwicklung und Durchführung eines Projektes und konsultiert Fachleute und eigene Berater. Für alle diese Aufgaben gilt, dass durch die Förderung von Projekten keine neuen Abhängigkeiten entstehen, sondern der Ansatz „Hilfe zur Selbsthilfe“ konsequent durchgehalten werden soll.
Der andere wichtige Arbeitsbereich von Renovabis ist die Förderung von Austausch, Dialog und Partnerschaft zwischen Ost und West. Dazu werden Partnerschaften zwischen Pfarrgemeinden und anderen weltkirchlichen Ost-West-Partnerschaftsinitiativen angeregt und begleitet. Dem Erfahrungsaustausch und der Information dienen jährlich veranstaltete Treffen und Kongresse, an denen Osteuropa-Gruppen aus ganz Deutschland sowie Gäste aus den mittel- und osteuropäischen Partnerländern teilnehmen.
Renovabis hat eine Stiftung ins Leben gerufen, deren Aufgabe es ist, die Arbeit der Solidaritätsaktion dauerhaft und nachhaltig zu unterstützen.

## Organisation
Der Renovabis e. V. ist der Rechts- und Vermögensträger der Aktion Renovabis. Nach kirchlichem Recht ist der Verein ein privater nicht rechtsfähiger kanonischer Verein. Der Aktionsrat ist verantwortlich für die Leitung der Aktion Renovabis und für die Vergabe finanzieller Mittel. Die Geschäftsführung des Aktionsrats liegt bei der Geschäftsführung von Renovabis.
Die Geschäftsführung leitet die Geschäftsstelle. Sie besteht aus dem Hauptgeschäftsführer und zwei Geschäftsführern, die durch die deutsche Bischofskonferenz berufen werden. Hauptgeschäftsführer waren/sind:
- Pater Stefan Dartmann SJ, HGF vom 1. November 2010 bis zum 31. Mai 2015
- Christian Hartl, HGF ab dem 1. Oktober 2016
- Thomas Schwartz, HGF ab dem 1. Oktober 2021.[3][4]

Die Einnahmen betrugen 2020 gut 34,35 Millionen Euro. Sie stammen vor allem aus kirchlichen Haushaltsmitteln, öffentlichen bzw. Körperschaftsmitteln, Spenden und Kollekten. Renovabis trägt das DZI-Spendensiegel.
Der Jahresetat von Renovabis für Projekte betrug im Jahr 2020 24,8 Millionen Euro, die Anzahl der geförderten Projekte lag im Jahr 2020 bei 578. Der Renovabis-Etat speist sich aus Kirchensteuermitteln, aus der – für die Anliegen von Renovabis bestimmten – Pfingstkollekte, aus Spenden, Nachlässen und Erbschaften sowie aus öffentlichen Mitteln.

## Partnerschaften
Die Solidaritätsaktion Renovabis initiiert und begleitet viele hundert Partnerschaften zwischen West und Ost und fördert so Erfahrungsaustausch, menschliche Begegnung und gemeinsames Lernen. Mit rund 1.500 Partnerschaftsgruppen steht Renovabis in Verbindung. Mit ihrem überwiegend ehrenamtlichen Engagement bauen diese Gruppen lebendige Brücken der Verständigung zu den Menschen in Mittel-, Ost- und Südosteuropa, die in vielfältigen Traditionen leben und über ein reiches spirituelles Erbe verfügen.